# Gagea kuraiensis
Gagea kuraiensis är en liljeväxtart som beskrevs av Igor Germanovich Levichev. Gagea kuraiensis ingår i Vårlökssläktet och i familjen liljeväxter.
Artens utbredningsområde är Altai. Inga underarter finns listade.